# Zanella (Motorradhersteller)
Zanella ist ein argentinischer Hersteller von Mopeds, Motorrädern, Motorrollern und Quads von 100, 125 bis hin zu 200 cm³ Hubraum.

## Geschichte
Die Firma wurde 1948 durch Juan Zanella gegründet und hat ihren Sitz in Buenos Aires. Die ursprünglichen Zweitaktmotoren wurden von Fabio Taglioni entwickelt, und unter Lizenz des italienischen Motorradherstellers Ceccato gebaut.
Zanella beschäftigte etwa 1000 Werktätige und hatte eine Produktionskapazität von 12.000 Fahrzeugen pro Monat. Wichtige Exportmärkte für Zanella waren u. a. Brasilien, Chile, Kuba, Uruguay, und einige Länder Afrikas.
Von 1990 bis 1999 arbeitete Zanella in einem Joint Venture eng mit Yamaha zusammen. Seit 2000 vertreibt und fertigt Zanella Produkte des italienischen Unternehmens Minarelli.
Im Jahr 2017 hatte Zanella in Argentinien einen Marktanteil von 20 Prozent.